# Siegfried Haenle
Franz Theodor Siegfried Haenle (auch Hänle; geboren als Salomon Haenle; geb. 28. Juni 1814 in Heidingsfeld; † 30. September 1889 in Ansbach) war Schriftsteller, Rechtsanwalt und Regionalhistoriker, der sich vor allem mit der Geschichte der Stadt Ansbach beschäftigte.

## Leben und Wirken
Franz Theodor Siegfried Haenle wurde am 28. Juni 1814 als Salomon Haenle in Heidingsfeld bei Würzburg geboren. Die Stadt besaß damals eine große israelitische Gemeinde, die Familie Haenle war ebenfalls jüdischen Glaubens. Der Vater arbeitete als Weinhändler. Im Jahr 1820 zog die Familie in die Stadt Mainbernheim im Steigerwaldvorland. Hier baute der Vater eine Weingroßhandlung auf. Haenle blieb zeitlebens mit Mainbernheim verbunden. Sein Bildungsweg führte ihn an das Schweinfurter Gymnasium, wo er im Jahr 1834 sein Abitur machte.
Anschließend studierte Haenle an den Universitäten München und Würzburg Philosophie und Jura und schloss das Studium mit dem Universitätsexamen ab. Beruflich arbeitete er aber zunächst als Schriftsteller und schrieb für verschiedene Zeitschriften Novellen und Gedichte. 1840 zog er für ein Jahr nach Paris als Berichterstatter für deutsche Zeitungen. Nach seiner Rückkehr 1841 wurde er Redakteur der „Neuen Würzburger Zeitung“. Im Jahr 1848 trat Haenle als Berichterstatter aus der Frankfurter Nationalversammlung auf. Das juristische Staatsexamen holte er 1849 nach und wandte sich nun zunehmend dem Strafrecht zu. Im Jahr 1854 trat er zum Christentum über und benannte sich im Zuge dieses Religionswechsels in Franz Theodor Siegfried Haenle um. Mit dem Übertritt zum Protestantismus gelang es Haenle auch in der lutherisch geprägten Stadt Feuchtwangen Fuß zu fassen. 1855 wurde er dort Anwalt.
Bereits drei Jahre später wechselte Haenle in die Kreishauptstadt Ansbach. Er übte dort zwischen 1858 und 1879 das Amt eines Rechtsanwalts am Ehescheidungsgericht des Konsistoriums Ansbach aus. Als solcher wurden ihm mehrere Titel verliehen. 1866 wurde er Vorstandsmitglied im bayerischen Anwaltsverein. Er gründete 1871 den Deutschen Anwaltsverein mit. Zwischen 1872 und 1889 verantwortete er den Inhalt der Vereinszeitschrift „Juristische Wochenschrift“. Siegfried Haenle wurde zum Justizrat ernannt, erhielt das Ritterkreuz des Ordens vom heiligen Michael und den preußischen Kronenorden. Siegfried Haenle starb am 30. September 1889 in Ansbach.
Im Jahr 1938 erschien in den „Heimatblättern für Ansbach und Umgebung“ ein dreiseitiger antisemitischer Aufsatz von M. (d. i. Martin) Schütz: Wer war Siegfried Haenle?, der Haenles Konversion verurteilte und den Schriftsteller posthum schmähte.
Siegfried Haenle war verheiratet mit Sophie (Geburtsname unbekannt), die mit 42 Jahren 1862 verstarb. Von ihren gemeinsamen Kindern überlebten zwei Töchter, Cornelia und Jeanette.

## Werke (Auswahl)
Ab 1844 verfasste Haenle historische und belletristische Werke, die vor allem die mittelfränkische Geschichte und die Geschichte der Stadt und des Fürstentums Ansbach zum Inhalt hatten. Er veröffentlichte außerdem Aufsätze in den Jahresberichten des Historischen Vereins für Mittelfranken, zu dessen Vorstandsmitgliedern er ab 1862 gehörte. Als solcher hielt er auch Vorträge über die Ansbacher Geschichte. Daneben wirkte er auch als Autor für die Allgemeine Deutsche Biographie (ADB). Haenle arbeitete mehrfach für Reiseführer mit dem Schriftsteller Karl Spruner von Merz zusammen.
- Der moderne Liebeshof. Bamberg 1839. Digitalisat. Darin mehrere Novellen, die er zuvor in Bamberger Zeitschriften veröffentlicht hatte.
- Eine Pariser Familien-Geschichte. Würzburg 1840. Digitalisat
- mit Karl von Spruner: Ausflug in die fränkischen Bäder Kissingen, Bocklet, Brückenau und deren Umgegend. Anhang zum Handbuch für Reisende auf dem Maine. Würzburg 1844. Neudruck Braunschweig 1992. Digitalisat
- mit Karl von Spruner: Würzburg und seine Umgebungen. Würzburg 1844. Digitalisat. Neudruck Würzburg 1980.
- Deutsche Lustschlösser. Erste Section: Württembergische Lustschlösser. 2 Teile, Würzburg 1847. Digitalisat 1. Teil; Digitalisat 2. Teil. Mehr nicht unter dem übergreifenden Serientitel erschienen.
- Das gute Recht Schleswig-Holsteins. Ansbach 1863. Digitalisat
- Geschichte der Juden im ehemaligen Fürstenthum Ansbach. Ansbach 1867. Digitalisat
- Urkunden und Nachweise zur Geschichte von Heinrich Topler, Bürgermeister der freien Stadt Rotenburg. Ansbach 1871. Digitalisat
- Erinnerungen an die Hohenzollern in Ansbach. Ansbach 1873. Digitalisat
- Skizzen zur Geschichte von Ansbach. Erstes Heft, Ansbach 1874. Digitalisat. Mehr nicht erschienen.
- Urkunden und Nachweise zur Geschichte des Schwanen-Ordens. Ansbach 1876. Digitalisat
- Als Herausgeber zusammen mit Rudolf von Stillfried-Rattonitz: Das Buch vom Schwanenorden. Ein Beitrag zu den Hohenzollerischen Forschungen. Berlin 1881. Digitalisat